# Dysoxylum gillespieanum
Dysoxylum gillespieanum är en tvåhjärtbladig växtart som beskrevs av Albert Charles Smith. Dysoxylum gillespieanum ingår i släktet Dysoxylum och familjen Meliaceae. Inga underarter finns listade i Catalogue of Life.